# Богданов, Алексей Артемьевич
Алексей Артемьевич Богданов (12.03.1901 — 03.03.1964) — советский военный деятель, генерал-майор танковых войск (Постановление СНК СССР № 274 от 11.03.1944).

## Начальная биография
Родился 12 марта 1901 г. деревне Путьки Чаусского уезда Могилевской губернии (ныне Чаусский район Могилевской области, Республика Беларусь) в крестьянской семье. Белорус. Окончил Ремесленное училище в 1919 г.
Член ВКП(б) с 1926 г. (б/п № 8583633, 1790991).
Образование. Окончил Объединенную Белорусскую школу (1927), Военно-политические курсы им. Энгельса (1930), Военную академию механизации и моторизации (1939).
Служба в армии. В рядах РККА с 15 июля (или июня) 1920 г., а также с июля 1923 г.
Участие в войнах, военных конфликтах. Советско-финляндская война. Бессарабский поход (1940). Великая Отечественная война (с июня 1941, с ноября 1941). Контужен в ногу 27 июня 1941 г..

## Военная служба
С июня 1920 г. — красноармеец 14-го запасного стрелкового полка 48-й стрелковой дивизии. С августа 1920 г. — курсант Военно-политических курсов г. Смоленск. С января 1921 г. — надсмотрщик 118-го стрелкового полка. С октября 1921 г. — красноармеец 147-го стрелкового полка 17-й стрелковой дивизии.
С декабря 1922 г. по июль 1923 г. — долгосрочном отпуске.
С июля 1923 г. — красноармеец 24-го стрелкового полка 8-й стрелковой дивизии. С октября 1923 г. — курсант Могилевских пехотных курсов. С марта 1924 г. — командир взвода 109-й стрелковой дивизии. С сентября 1924 г. — курсант Объединенной Белорусской школы.
С сентября 1928 г. — командир взвода, политрук 11-го стрелкового полка 4-й стрелковой дивизии. С октября 1929 г. — слушатель Военно-политических курсов им. Энгельса. С июня 1930 г. — командир-политрук роты 10-го стрелкового полка 4-й стрелковой дивизии. С ноября 1930 г. — начальник штаба батальона, отсекрпартбюро 4-й стрелковой дивизии. С марта 1933 г. — военный комиссар танкового батальона 10-го стрелкового полка, 4-й стрелковой дивизии.
С ноября 1933 г. по май 1939 г. — слушатель командного факультета Военной академии механизиции и моторизации. 5 мая 1939 г. — окончил командный факультет Военной академии механизиции и моторизации.
Приказом НКО № 00234 от 29.06.1939 г. назначен начальником 5-го отдела 25-го танкового корпуса. С 26 января 1940 г. — начальник 3-го отдела АБТУ Северо-Западного фронта. С 17 мая по 11 июля 1940 г. — заместитель начальника штаба 24-й легкотанковой бригады по тылу. С 11 июля (утвержден НКО 19 июля) 1940 г. — начальник 5-го отдела 8-й танковой дивизии.
С 5 августа 1940 г. — начальник отдела тыла, он же заместитель начальника штаба 4-го механизированного корпуса по тылу.

### Великая Отечественная война
Начало Великой Отечественной войны встретил в той же должности.
С ноября 1941 г. — начальник штаба 13-й танковой бригады, с июня 1942 г. — заместитель командира 13-й танковой бригады. С 2 сентября по 10 октября 1942 г. — командир 13-й танковой бригады.
С 28 октября 1942 г. — и.д. заместителя командующего войсками по АБТВ 57-й армии Сталинградского фронта. С 18 ноября 1942 г. — исполняющий должность заместителя командующего БТ и МВ 64-й армии (с 1 мая 1943 армия преобразована в 7-ю гвардейскую). Приказом НКО № 03071 от 20.05.1943 г. утвержден в должности.
С 13 ноября 1944 г. в распоряжении командующего 4-м гвардейским кавалерийским корпусом. С 8 ноября 1944 г. командующий БТ и МВ Конно-механизированной группы Плиева.

### После войны
С 24 октября 1945 г. — и.д. командующего БТ и МВ 10-й гв. армии. С 7 декабря 1945 г. утвержден в должности командующего БТ и МВ 10-й гв. армии Ленинградского военного округа.
С 27 октября 1947 г. — командир 5-й гв. танковой дивизии 6-й гв. механизированной армии, Забайкальского ВО. С 9 февраля 1950 г. — командующий БТ и МВ 39-й армии. С 20 ноября 1952 г. — слушатель академических курсов при Высшей Академии им. Ворошилова. С 14 ноября 1953 г. — помощник командующего Беломорского ВО по танковому вооружению. 30 июня 1956 г. — зачислен в распоряжение командования войск Северо-Кавказского военного округа.
С 6 октября (или с 19 сентября) 1956 г. до 29 декабря (или до 30 августа) 1958 г. — начальник военной кафедры Омского машиностроительного института.
С 30 августа 1958 г. — зачислен в распоряжение командования войсками Сибирского военного округа.
Приказом МО СССР № 1343 от 20.12.1958 г. уволен в запас по статье 59 пункт б (по болезни).
Умер 3 марта 1964 года в Омске.

## Воинские звания
- капитан (Приказ НКО № 361 от 1938);
- майор (Приказ НКО № 482 от 1939)[2];
- подполковник (Приказ НКО № 02847 от 11.04.1942);
- полковник (Приказ НКО № 03070 от 22.05.1943)[2];
- генерал-майор т/в (Постановление СНК СССР № 274 от 11.03.1944)[2]

## Награды
- орден Ленина (06.11.1945)[6];
- три ордена Красного Знамени(05.11.1942[7], 03.11.1944[8], 17.05.1951[6]);
- орден Суворова II степени (13.09.1944)[9];
- два ордена Кутузова II степени (22.02.1944[10], 28.04.1945[11][12]);
- орден Красной Звезды (15.01.1942)[3];
- медаль «За боевые заслуги» (11.04.1940)[13];
- медаль «За победу над Германией в Великой Отечественной войне 1941—1945 гг.» (09.05.1945),
- медаль «За оборону Сталинграда» (22.12.1942)[6];
- медаль «За взятие Берлина» (9.6.1945)
- юбилейная медаль «XX лет Рабоче-Крестьянской Красной Армии» (1938)
- юбилейная медаль «30 лет Советской Армии и Флота» (1948)[2].

## Память
- На могиле установлен надгробный памятник
- Его имя увековечено в Главном Храме Вооружённых сил России, и запечатлено на мемориале «Дорога памяти»[2]